# فولكان أكيجي
فولكان أكيجي (بالتركية: Volkan Ekici؛ بالألمانية: Volkan Ekici) هو لاعب كرة قدم تركي وألماني في مركز الوسط، ولد في 23 مارس 1991 في لونن في ألمانيا. لعب مع فورتونا دوسلدورف ونادي بشكتاش.

## وصلات خارجية
- فولكان أكيجي على موقع اتحاد تركيا (لاعب) (الإنجليزية)
- فولكان أكيجي على موقع قاعدة بيانات كرة القدم.إي يو (الإنجليزية)
- فولكان أكيجي على موقع قاعدة بيانات كرة القدم.إي يو (الإنجليزية)
- فولكان أكيجي على موقع عالم كرة القدم.نت (الإنجليزية)